# Пиер Бартоломе
Пиер Бартоломе (на френски: Pierre Bartholomée) е белгийски диригент, композитор и пианист.

## Биография
Той е роден на 5 август 1937 година в Брюксел. Учи в Брюкселската кралска консерватория, където по-късно преподава музикален анализ. От 1977 до 1999 година е постоянен диригент на Лиежкия филхармоничен оркестър.